# Titan (família de foguetes)
A família de foguetes Titan, foi um conjunto de veículos de lançamento descartáveis de origem Norte americana, fabricados pela Glenn L. Martin Company.
A origem do foguete Titan foi como um míssil balístico intercontinental, uma alternativa de dois estágios ao míssil Atlas. Os primeiros modelos surgiram em 1959, tendo sido lançados 368 foguetes Titan até 2005, quando saíram de serviço.
As várias versões do foguete Titan, contribuíram decisivamente com vários programas espaciais, como o Projeto Gemini, sistemas de segurança militares e civis, além de sondas através do Sistema Solar, como os programas: Viking, Voyager e Cassini.

## Modelos

### Mísseis

#### SM-68 Titan
- SM-68 Titan - o ICBM que deu origem aos foguetes dessa família

#### Titan I
- Titan I

#### Titan II
- Titan II

### Lançadores

#### Projeto Gemini
- Titan II GLV

#### Satélites e sondas
- Titan 23G
- Titan IIIA
- Titan IIIB
- Titan IIIC
- Titan IIID
- Titan IIIE
- Titan 34D
- Commercial Titan III
- Titan IV